# عزلة أيفوع أعلى (تعز)

تعديل مصدري - تعديل

عزلة أيفوع أعلى هي إحدى عزل مديرية شرعب السلام في محافظة تعز اليمنية ويبلغ تعداد سكانها 9853 نسمة حسب التعداد السكاني في اليمن لعام 2004.
تتكون عزلة أيفوع أعلى من مجموعة من القرى التي تتميز بالطبيعة الجبلية الخلابة تتمثل في :
1 - الحقل الاعلى
2 - دي مالح
3 - المعبُل
4 - عدن ظبية
5 - بَشيمه
6 - الدوف
7 - معاين
8 - ضراب
9 - الكبب
10- المعر
11 - الريس

## روابط خارجية
- الجهاز المركزي للإحصاء بالجمهورية اليمنية
- المركز الوطني للمعلومات باليمن
- World Gazetteer:Yemen
- الدليل الشامل